# 김태리의 작품 목록
다음은 대한민국의 배우 김태리의 작품 목록이다.

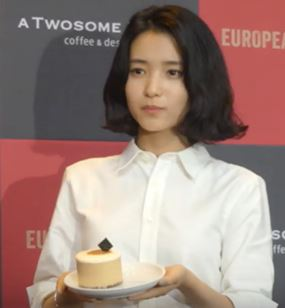
2018년 투썸플레이스 유러피안 페어링 행사에서 김태리

## 필모그래피
※ 역할의 굵은 글씨는 주연작품임.

### 영화
- 2015년 영화 《뭐보노?》 ... 여고생 1 역
- 2015년 영화 《누구인가》 ... 태리 역
- 2015년 영화 《락 아웃》 ... 여자 현조 역
- 2016년 영화 《아가씨》 ... 남숙희 역
- 2017년 영화 《문영》 ... 김문영 역
- 2017년 영화 《1987》 ... 이연희 역
- 2018년 영화 《리틀 포레스트》 ... 송혜원 역
- 2021년 영화 《승리호》 ... 장 선장 / 장현숙 역
- 2022년 영화 《외계+인 1부》 ... 이안 역
- 2024년 영화 《외계+인 2부》 ... 이안 역
- 2025년 영화 《이 별에 필요한》 ... 난영 역 (목소리)

### 드라마
- 2016년 tvN 금토드라마 《안투라지》 ... 본인 역 (1회 특별출연)
- 2018년 tvN 주말 특별기획 드라마 《미스터 션샤인》 ... 고애신 역
- 2022년 tvN 주말드라마 《스물다섯 스물하나》 ... 나희도 역
- 2023년 SBS 금토드라마 《악귀》 ... 구산영 역
- 2024년 tvN 주말드라마 《정년이》 ... 윤정년 역

## 그 외 활동

### 텔레비전 방송
| 연도 | 날짜     | 방송사 | 제목               | 역할   | 비고 |
| ---- | -------- | ------ | ------------------ | ------ | ---- |
| 2017 | 1월 18일 | SBS    | 나이트 라인 초대석 | 게스트 |      |
| 2018 | 3월 1일  | JTBC   | 뉴스룸 문화초대석  | 게스트 |      |

※작품 프로모션 위주 방송, 연예정보 프로그램 출연 등은 미기재

### 온라인 방송
| 연도 | 날짜     | 방송사        | 제목                                        | 역할 | 비고 |
| ---- | -------- | ------------- | ------------------------------------------- | ---- | ---- |
| 2018 | 1월 18일 | 네이버 V LIVE | 김태리X해피빈 릴레이 프로젝트 (with 컴패션) | 진행 |      |

※작품 프로모션 위주 방송, 연예정보프로그램 출연 등은 미기재

### 뮤직비디오
| 가수 뮤직비디오          | 가수 뮤직비디오 | 가수 뮤직비디오          | 가수 뮤직비디오          |
| 연도                     | 아티스트        | 앨범                     | 제목                     |
| ------------------------ | --------------- | ------------------------ | ------------------------ |
| 2010                     | 타프카 부다     | Voyager                  | 봄이 온다                |
| 2012                     | 아홉번째        | The Boy Looked At Johnny | 먹다버린 레몬            |
| 2012                     | 양빛나라        | 봄                       | 봄타령                   |
| 2014                     | 타프카 부다     | A Cat In The Brain       | Catwalk                  |
| 영화장면 삽입 뮤직비디오 |                 |                          |                          |
| 연도                     | 앨범            | 제목                     | 비고                     |
| 2017                     | 아가씨 OST      | 세기말의 노래            | 영화장면만 편집해서 제작 |
| 2018                     | 1987 OST        | 가리워진 길 - 연희       | 영화장면만 편집해서 제작 |
| 2018                     | 1987 OST        | 가리워진 길 - 이한열     | 영화장면만 편집해서 제작 |

### 참여 음반
| 연도 | 제목        | 앨범     | 비고 |
| ---- | ----------- | -------- | ---- |
| 2014 | 타프카 부다 | Cat walk |      |

### 광고
| 연도        | 기업명                       | 제품명                                                  | 종류            | 공동 출연        | 출처·비고       |
| ----------- | ---------------------------- | ------------------------------------------------------- | --------------- | ---------------- | --------------- |
| 2014        | SPC그룹                      | 던킨 도너츠 - 아이스 음료                               | 음료            |                  |                 |
| 2014        | 비에스케이코퍼레이션         | 더바디샵 - DOY 동안 시크릿 편                           | 화장품          | 현빈             | [ 1 ]           |
| 2014        | SK텔레콤                     | SK텔레콤 - 마음을 전하는 100년의 편지 편                | 통신사          |                  |                 |
| 2014        | 문화체육관광부               | 문화융성 캠페인 - 문화를 당신 곁에 편                   | 공익 광고       |                  |                 |
| 2014        | China9Food                   | Yue Neng Fruit Chip Supply                              | 식품            |                  | 중국            |
| 2015        | 동서식품                     | 맥심 화이트골드 - 화이트데이에는 화이트골드 러브레터 편 | 커피믹스        | 김연아(내레이션) |                 |
| 2016        | KB금융그룹                   | KB국민카드 청춘대로카드                                 | 신용카드        | 남주혁           |                 |
| 2016        | LF                           | 질스튜어트 액세서리                                     | 가방, 액세서리  |                  | [ 2 ]           |
| 2016        | 현대지앤에프                 | 오즈세컨                                                | 의류            |                  | [ 3 ]           |
| 2016        | 한국시세이도                 | 츠바키                                                  | 헤어케어        |                  | [ 4 ]           |
| 2016        | 아웃백 스테이크하우스 코리아 | 아웃백 스테이크하우스 - 더 레드 스테이크 편             | 패밀리 레스토랑 | 남주혁 한승수    | [ 5 ]           |
| 2016 ~ 2017 | 클라란스코리아               | 클라란스                                                | 화장품          | 김사랑 황수경    | [ 6 ]           |
| 2016 ~ 2017 | 클라란스코리아               | 클라란스                                                | 화장품          | [ 7 ]            |                 |
| 2017        | SK텔레콤                     | SK텔레콤 고객자부심 캠페인                              | 통신사          | 정우성           | [ 8 ]           |
| 2017        | LF                           | 질바이질스튜어트 슈즈                                   | 신발            |                  | [ 9 ]           |
| 2017        | 엔씨에프                     | 나이스크랍                                              | 의류            |                  | [ 10 ]          |
| 2017 ~ 2018 | 덕신사                       | 가네시(GANESHI)                                         | 주얼리          |                  | [ 11 ]          |
| 2017 ~ 현재 | LG생활건강                   | 오휘                                                    | 화장품          |                  | [ 12 ]          |
| 2017 ~ 현재 | 유한킴벌리                   | 좋은느낌                                                | 생리대          |                  |                 |
| 2018        | 제이에스티나                 | 제이에스티나 핸드백                                     | 가방, 액세서리  |                  | [ 13 ]          |
| 2018        | GC녹십자                     | GC녹십자                                                | 백신            | 이병헌           | 내레이션        |
| 2018        | CJ푸드빌                     | 투썸플레이스                                            | 카페 프랜차이즈 |                  | [ 14 ]          |
| 2018 ~ 현재 | 더블유컨셉코리아             | 프론트로우                                              | 의류            |                  | [ 15 ]          |
| 2018 ~ 현재 | LVMH                         | 플라워바이겐조                                          | 향수            |                  | 글로벌 앰버서더 |
| 2018 ~ 2019 | 롯데주류                     | 클라우드                                                | 주류(맥주)      | 김혜수(2018년)   | [ 17 ]          |
| 2019 ~ 현재 | 티비에이치글로벌             | 베이직하우스 차이나                                     | 의류            |                  |                 |
|             |                              |                                                         |                 |                  |                 |
| ~현재       | 에이블리                     | 에이블리                                                | 의류            |                  |                 |
| ~현재       | 일룸                         | 일룸                                                    | 가전,가구       |                  |                 |
| ~현재       | 티젠                         | 콤푸차                                                  | 식음료          |                  |                 |

## 같이 보기
- 김태리의 수상 및 후보 목록